# توبین جی. مارکس
توبین جی. مارکس (انگلیسی: Tobin J. Marks؛ زاده ۲۵ نوامبر ۱۹۴۴) یک دانشمند در زمینه شیمی و دانش مواد اهل ایالات متحده آمریکا است.